# Poemas manzanas
Poemas manzanas es un libro de poesía del escritor irlandés James Joyce publicado en 1927. Su título original es Pomes Penyeach. La traducción en la versión española de 1986 es de José María Martín Triana, habiéndose vuelto a traducir recientemente (2007) a cargo de José Antonio Álvarez Amorós, formando parte de la edición de su poesía completa al castellano.

## Título
El título es un juego de palabras, a los que tan aficionado era Joyce. Pommes en francés significa «manzanas» y «poemas» en inglés se escribe poems. La traducción literal sería Poemas a penique o Manzanas a penique.

## Contenido
Las ediciones en castellano contienen los trece poemas de Pomes Penyeach:
1. Tilly, De propina
2. Watching the Needleboats at San Sabba, Contemplando las canoas en San Sabba
3. A Flower given to my Daughter, Una flor donada a mi hija
4. She Weeps over Rahoon, Ella llora sobre Rahoon
5. Tutto é Sciolto, Tutto é sciolto
6. On the Beach at Fontana, En la playa de Fontana
7. Simples, Hierbas
8. Flood, Riada
9. Nightpiece, Nocturno
10. Alone, Señero
11. A Memory of the Players in a Mirror at Midnight, Recuerdo de los comediantes en un espejo a medianoche
12. Bahnhofstrasse, Bahnhofstrasse
13. A Prayer, Oración

Y Other Poems (Otros poemas) los tres siguientes:
1. The Holy Office, El Santo Oficio
2. Gas from a Burner, Gas de un quemador
3. Ecce Puer, He aquí el niño.

Son poemas escritos desde 1904 a 1932 y en ellos, (según Martín Triana) Joyce sigue la corriente postromántica europea.

## Fragmentos
- Ecce Puer (He aquí el niño). Joyce evoca el nacimiento de su hijo y la muerte de su padre.

Del oscuro pasado

nace un niño;

alegría y tristeza

me desgarran el corazón

Tranquilo en la cuna

vivo descansa.

de amor y gracia

sus ojos abran.

La joven vida respira

sobre el cristal

el mundo que no era

viene para irse.

Un niño duerme:

Un viejo se marcha.

Oh, padre renegado,

perdona a tu hijo.

- El Santo Oficio (fragmento), en el que vemos un Joyce iconoclasta y demoledor.

Por mí mismo, a mí mismo me bautizo

con el nombre de Catarsis-Purgativo.

Yo, quien desgreñado abandoné caminos

por defender la gramática de los poetas

llevando a tabernas y burdeles

la mente del ingenioso Aristóteles

...

Para entrar en el cielo, viajar al infierno

ser piadoso o terrible, uno, positivamente

necesita el alivio de las indulgencias plenarias

...

Si uno rige su vida por el sentido común,

¿cómo puede dejar de ser profundo?